# Joensuu Wolves 2021
Questa voce raccoglie le informazioni riguardanti gli Joensuu Wolves nelle competizioni ufficiali della stagione 2021.

## III-divisioona 2021

### Stagione regolare
| Sipoo 8 agosto 2021 2ª giornata | Sipoo Bulldogs | 14 – 30 | Joensuu Wolves | Söderkullan urheilukenttä |

| Joensuu 21 agosto 2021 4ª giornata | Joensuu Wolves | 44 – 0 | Vaasa Vikings |  |

| Joensuu 21 agosto 2021 4ª giornata | Helsinki Wolverines Pink | 0 – 30 | Joensuu Wolves |  |

### Playoff
| Liperi 4 settembre 2021, ore 11:00 Semifinale | Joensuu Wolves | 26 – 8 | Malmi Blaze |  |

| Liperi 4-5 settembre 2021 Äijämalja | Joensuu Wolves | 32 – 8 | Helsinki Wolverines Pink |  |

### Statistiche di squadra
| Competizione      | %Vittorie | In casa | In casa | In casa | In casa | In casa | In casa | In trasferta | In trasferta | In trasferta | In trasferta | In trasferta | In trasferta | Totale | Totale | Totale | Totale | Totale | Totale |
| Competizione      | %Vittorie | G       | V       | N       | P       | Pf      | Ps      | G            | V            | N            | P            | Pf           | Ps           | G      | V      | N      | P      | Pf     | Ps     |
| ----------------- | --------- | ------- | ------- | ------- | ------- | ------- | ------- | ------------ | ------------ | ------------ | ------------ | ------------ | ------------ | ------ | ------ | ------ | ------ | ------ | ------ |
| Stagione regolare | 1.000     | 1       | 1       | 0       | 0       | 44      | 0       | 2            | 2            | 0            | 0            | 60           | 14           | 3      | 3      | 0      | 0      | 104    | 14     |
| Playoff           | 1.000     | 2       | 2       | 0       | 0       | 58      | 16      | 0            | 0            | 0            | 0            | 0            | 0            | 2      | 2      | 0      | 0      | 58     | 16     |
| Totale            | 1.000     | 3       | 3       | 0       | 0       | 102     | 16      | 2            | 2            | 0            | 0            | 60           | 14           | 5      | 5      | 0      | 0      | 162    | 30     |